# Juniperus semiglobosa
Juniperus semiglobosa
Espèce
Statut de conservation UICN

 LC  : Préoccupation mineure
Juniperus semiglobosa (Le Genévrier Crayon de l'Himalaya ; Chinese: 昆仑多子柏; pinyin: Kūnlún duō zi bǎi) est une espèce de plantes de la famille des Cupressaceae. C'est un genévrier originaire des montagnes de l'Asie Centrale, du Nord-Est de l'Afghanistan, de l'Ouest de la Chine (Xinjiang), du Nord du Pakistan, du Sud-Est du Kazakhstan, du Kirghizistan, de l'Ouest du Népal, du Nord de l'Inde, du Tajikistan et de l'Ouzbékistan. Il pousse à des altitudes comprises entre 1550 et 4350 m,,,.

## Description
Juniperus semiglobosa est un arbrisseau de type conifère à feuillage persistant, ou un arbre de taille moyenne poussant à 5 à 15 mètres (plus rarement 20 mètres) de haut, avec un tronc de 1,2 mètre de diamètre (plus rarement 2, voire jusqu'à 6 mètres) avec une écorce squameuse. Les feuilles sont de deux formes : des feuilles juvéniles en forme d'aiguilles de 3 à 7 mm de long sur les jeunes plantes et occasionnellement sur des individus adultes (en cas de repousse après endommagement des feuilles), et des feuilles adultes d'une taille de 1 à 2 mm de long sur les plants plus âgés; elles sont disposées en paires opposées décussées, ou en spires de trois. 
Les cônes sont de forme globuleuse et aplatie (d'où le nom semiglobosa) ou bilobés voire triangulaires, en forme de baies, de 4 à 6 mm de long et de 4 à 8 mm de large, bleu-noir, et contiennent de deux à 3 graines ; ces dernières sont mûres au bout de 18 mois. Les cônes de pollen sont longs de 3 à 5 mm, et répandent leur pollen au printemps. Il est habituellement dioïque (les cônes mâle et femelle poussent sur des plantes distinctes), mais occasionnellement monoïque (les cônes mâle et femelle poussent sur la même plante),,.

### Variétés
Une variété de juniperus semiglobosa dite talassica a été décrite au Kirghizistan comme ayant une pulpe de cône plus moelleuse, mais ne présente pas de différence de type génétiquement ou dans la chimie des feuilles, et n'est donc pas considérée comme distincte,.